# Universal binary
In informatica, un universal binary è un file eseguibile per i computer Macintosh che viene eseguito in maniera nativa sia nelle versioni basate su PowerPC che in quelle basate su Intel, e sono pensati per aiutare la transizione tra le due piattaforme.
Gli Universal binary includono sia la versione compilata per PowerPC che quella compilata per x86 della stessa applicazione. Apple aveva usato una tecnica simile, chiamata Fat binary, durante la transizione dai processori della serie Motorola 68000 al PowerPC. La versione 2.1 Xcode, l'ambiente di sviluppo di Apple, permette la creazione di eseguibili Universal Binary.
Gli eseguibili compilati per la sola piattaforma PowerPC potranno comunque essere eseguiti sui nuovi Macintosh con processore Intel, grazie a un software di emulazione chiamato Rosetta. Al contrario, gli eseguibili compilati esclusivamente per processori Intel non saranno utilizzabili sui Macintosh con processore PowerPC.